# Västra Götalands läns vapen
Västra Götalands läns vapen tillkom i samband med detta läns bildande 1998. Det består av Bohusläns, Dalslands, Västergötlands och Göteborgs vapen, vilka ingick i vapen för de tre ursprungliga Älvsborgs län, Skaraborgs län samt Göteborgs och Bohus län.
Inför skapandet av vapnet ansåg statsheraldikern vid Riksarkivet, Clara Nevéus, att en kvadrerad sköld med de fyra vapnen skulle bli för plottrig. Hon föreslog därför ett nytt vapen baserat på Västergötlands: i av blått och silver ginstyckat fält ett med gyllene krona krönt lejon av motsatta tinkturer. Länsstyrelsen, med landshövding Göte Bernhardsson i spetsen, föredrog dock att samtliga tidigare innefattade vapen skulle inkluderas.
Följande blasonering registrerades hos Patent- och registreringsverket den 16 januari 1998: Kvadrerad sköld, i första fältet Göteborgs vapen, i andra fältet Bohusläns vapen, i tredje fältet Dalslands vapen i courtoisie (med vapendjurens huvud vänt mot sköldens mittlinje), i fjärde fältet Västergötlands vapen. Vapnet har fått kritik både för fältens ordning och för det faktum att Dalslands vapen har vänts.